# Arctodupontia scleroclada
Arctodupontia scleroclada är en gräsart som först beskrevs av Franz Josef Ivanovich Ruprecht, och fick sitt nu gällande namn av Nikolai Nikolaievich Tzvelev. Arctodupontia scleroclada ingår i släktet Arctodupontia och familjen gräs. Inga underarter finns listade i Catalogue of Life.